# Rikkie en Slingertje
Rikkie en Slingertje is een Nederlands kinderprogramma dat van 18 juni 1966 tot 16 november 1974 werd uitgezonden door de AVRO.
De serie werd opgenomen in het Poppentheater Merlijn te Haarlem. Rien Baartmans en Maaike Baartmans verzorgden al voorstellingen in hun eigen theater lang voordat de serie op de televisie verscheen. Maaike deed de stem van Rikkie en Rien Baartmans van het aapje Slingertje. Na de scheiding van het echtpaar in 1973 is Rien Baartmans tot de laatste aflevering  op 16 november 1974 alleen doorgegaan met het aapje Slingertje.
De muziek bij de liedjes was van Joop Stokkermans en Tonny Eyk. Met de stemmen van Maaike Baartmans (Rikkie) en Rien Baartmans (Slingertje)., 
De regie was van Anneke Hoog Antink en Mieke Benda.

## Discografie

### Albums
- Rikkie en Slingertje - De Apebroodboom / Het Torenhaantje 12" LP Philips 6440 115 (1972)
- De avonturen van Rikkie en Slingertje 12" LP Philips 6401 023[3]